# Lecythidaceae
Famille
Classification APG III (2009)
Synonymes
- Asteranthaceae R.Knuth, Pflanzenr. (Engler) 4, 219b (Heft 105): 1. 1939, nom. cons.
- Barringtoniaceae F.Rudolphi, Syst. Orb. Veg.: 56. 1830 (Barringtonieae), nom. cons.
- Foetidiaceae Airy Shaw, Kew Bull. 18: 258. 1964.
- Gustaviaceae Burnett, Outl. Bot.: 717, 1092, 1135. 1835.
- Napoleonaeaceae A. Rich. in Bory, Dict. Class. Hist. Nat. 11: 432. 10 Fev 1827 (Napoleoneae).
- Rhaptopetalaceae Tiegh. ex Soler., Syst. Anat. Dicot. Ergänz: 53. 1908.
- Scytopetalaceae Engl., Nat. Pflanzenfam. Nachtr. (Engler & Prantl): 242. 1897, nom. cons.

Les Lecythidaceae (les Lécythidacées en français) sont une famille de plantes à fleurs dicotylédones de l'ordre des Ericales, selon la classification phylogénétique.
Selon Watson & Dallwitz, elle comprend environ 325 espèces réparties en 10 genres : Allontoma, Bertholletia, Cariniana, Corythophora, Couratari, Couroupita, Eschweilera, Grias, Gustavia, Lecythis.
Ce sont des arbres des régions subtropicales à tropicales d'Amérique, de Madagascar, des Comores et d'Afrique de l'Est.

## Étymologie
Le nom vient du genre type Lecythis qui vient du grec λήκυθος / lekythos, « petit vase, burette à huile », en référence à la forme des fruits.
Le nom vernaculaire anglais du genre est monkey pot (« pot de singe »), nom qui dériverait d'un vieux proverbe « un vieux singe sage ne met pas sa main dans un pot », se référant au fruit en forme de pot qui contient les graines, et à l'empressement des jeunes singes à s'en saisir. Ces derniers enfonceraient leur patte dans le fruit presque mûr et, celle-ci étant trop chargée de graines, ils seraient incapables de la ressortir, tandis que les vieux singes apprendraient qu'il vaut mieux retirer les graines une par une.

## Classification
La classification classique de Cronquist (1981) situe la famille dans l'ordre des Lecythidales et y inclut les familles des Asteranthaceae, Barringtoniaceae, Foetidiaceae et des Napoleonaeaceae (nl).
La classification phylogénétique APG II (2003) la situe dans l'ordre des Ericales et y inclut, additionnellement, les Scytopétalacées.

## Liste des sous-familles
Selon BioLib (4 déc. 2017) :
- Foetidioideae Engler
- Lecythidoideae Beilschmied
- Napoleonaeoideae Bentham
- Planchonioideae Engler
- Scytopetaloideae O. Appel

## Liste des genres
Dans les sous-familles :
- Foetidioidées : Foetidia
- Lécythidoidées : Allantoma, Bertholletia, Cariniana, Corythophora, Couratari, Couroupita, Eschweilera, Grias, Gustavia, Lecythis
- Napoléonaeoidées : Crateranthus, Napoleonaea
- Planchonioidées : Abdulmajidia, Barringtonia, Careya, Chydenanthus, Petersianthus, Planchonia
- Scytopétaloidées : Asteranthos, Brazzeia, Oubanguia, Pierrina, Rhaptopetalum, Scytopetalum

Selon Angiosperm Phylogeny Website (22 novembre 2017) :
- genre Abdulmajidia Whitmore
- genre Allantoma Miers
- genre Asteranthos Desf.
- genre Barringtonia J. R. Forster & G. Forster
- genre Bertholletia Bonpl.
- genre Brazzeia Baillon
- genre Careya Roxb.
- genre Cariniana Casar.
- genre Chydenanthus Miers
- genre Corythophora R.Knuth
- genre Couratari Aublet
- genre Couroupita Aublet
- genre Crateranthus Baker f.
- genre Eschweilera Mart. ex DC.
- genre Foetidia Comm. ex Lamarck
- genre Grias L.
- genre Gustavia L.
- genre Lecythis Loefl.
- genre Napoleonaea P.Beauv.
- genre Oubanguia Baillon
- genre Petersianthus Merr.
- genre Pierrina Engl.
- genre Planchonia Blume
- genre Rhaptopetalum Oliv.
- genre Scytopetalum Pierre ex Engl.

Selon NCBI (29 juin 2010) :
- genre Allantoma
- genre Asteranthos
- genre Barringtonia
- genre Bertholletia
- genre Brazzeia
- genre Careya
- genre Cariniana
- genre Chydenanthus
- genre Corythophora
- genre Couratari
- genre Couroupita
- genre Eschweilera
- genre Foetidia
- genre Grias
- genre Gustavia
- genre Lecythis
- genre Napoleona
- genre Oubanguia
- genre Petersianthus
- genre Planchonia
- genre Rhaptopetalum
- genre Scytopetalum

Selon DELTA Angio (29 juin 2010) :
- genre Allontoma
- genre Bertholletia
- genre Cariniana
- genre Corythophora
- genre Couratari
- genre Couroupita
- genre Eschweilera
- genre Grias
- genre Gustavia
- genre Lecythis

Selon ITIS (4 déc. 2017) :
- genre Barringtonia J.R. & G. Forst
- genre Bertholletia Humb. & Bonpl.
- genre Couroupita Aubl.
- genre Eschweillera C. F. P. Martius, 1828
- genre Lecythis Loefl.

## Liste des espèces
Selon NCBI (29 juin 2010) :
- genre Allantoma
  - Allantoma lineata
- genre Asteranthos
  - Asteranthos brasiliensis
- genre Barringtonia
  - Barringtonia apiculata
  - Barringtonia asiatica
  - Barringtonia edulis
  - Barringtonia fusicarpa
  - Barringtonia racemosa
- genre Bertholletia
  - Bertholletia excelsa
- genre Brazzeia
  - Brazzeia sp. Breteler 12916
- genre Careya
  - Careya arborea
- genre Cariniana
  - Cariniana decandra
  - Cariniana domestica
  - Cariniana estrellensis
  - Cariniana ianeirensis
  - Cariniana legalis
  - Cariniana micrantha
  - Cariniana pyriformis
- genre Chydenanthus
  - Chydenanthus excelsus
- genre Corythophora
  - Corythophora alta
  - Corythophora amapaensis
  - Corythophora labriculata
  - Corythophora rimosa
- genre Couratari
  - Couratari calycina
  - Couratari guianensis
  - Couratari macrosperma
  - Couratari multiflora
  - Couratari oblongifolia
  - Couratari stellata
  - Couratari tauari
- genre Couroupita
  - Couroupita guianensis
  - Couroupita nicaraguarensis
- genre Eschweilera
  - Eschweilera alata
  - Eschweilera albiflora
  - Eschweilera amazoniciformis
  - Eschweilera andina
  - Eschweilera atropetiolata
  - Eschweilera bracteosa
  - Eschweilera chartaceifolia
  - Eschweilera collina
  - Eschweilera congestiflora
  - Eschweilera coriacea
  - Eschweilera decolorans
  - Eschweilera grandiflora
  - Eschweilera integrifolia
  - Eschweilera juruensis
  - Eschweilera laevicarpa
  - Eschweilera longirachis
  - Eschweilera mexicana
  - Eschweilera micrantha
  - Eschweilera nana
  - Eschweilera neei
  - Eschweilera odora
  - Eschweilera ovalifolia
  - Eschweilera ovata
  - Eschweilera parviflora
  - Eschweilera parvifolia
  - Eschweilera pedicellata
  - Eschweilera praeclara
  - Eschweilera rimbachii
  - Eschweilera romeu-cardosoi
  - Eschweilera sagotiana
  - Eschweilera simiorum
  - Eschweilera tenuifolia
  - Eschweilera tessmannii
  - Eschweilera wachenheimii
- genre Foetidia
  - Foetidia asymetrica
  - Foetidia mauritiana
  - Foetidia obliqua
- genre Grias
  - Grias cauliflora
  - Grias multinervia
  - Grias peruviana
- genre Gustavia
  - Gustavia augusta
  - Gustavia brasiliensis
  - Gustavia dubia
  - Gustavia hexapetala
  - Gustavia longifolia
  - Gustavia macarenensis
  - Gustavia monocaulis
  - Gustavia poeppigiana
  - Gustavia speciosa
  - Gustavia superba
- genre Lecythis
  - Lecythis alutacea
  - Lecythis ampla
  - Lecythis chartacea
  - Lecythis confertiflora
  - Lecythis corrugata
  - Lecythis holcogyne
  - Lecythis idatimon
  - Lecythis lanceolata
  - Lecythis mesophylla
  - Lecythis minor
  - Lecythis persistens
  - Lecythis pisonis
  - Lecythis pneumatophora
  - Lecythis poiteaui
  - Lecythis prancei
  - Lecythis tuyrana
  - Lecythis zabucajo
- genre Napoleona
  - Napoleona imperialis
  - Napoleona leonensis
  - Napoleona vogelii
- genre Oubanguia
  - Oubanguia alata
- genre Petersianthus
  - Petersianthus africanus
  - Petersianthus macrocarpus
- genre Planchonia
  - Planchonia valida
- genre Rhaptopetalum
  - Rhaptopetalum beguei
  - Rhaptopetalum coriaceum
- genre Scytopetalum
  - Scytopetalum klaineanum
  - Scytopetalum tieghemii